# 会津中街道
会津中街道（あいづなかかいどう）は、江戸時代に会津西街道の代替街道として整備された街道。

## 概要
1683年（天和3年）の日光大地震により鬼怒川支流の男鹿川が土砂で堰き止められ、天然ダムの「五十里湖」が形成された。それまでの会津西街道が水没で通行不能となったため、会津藩3代藩主松平正容によって1695年（元禄8年）に整備された新たな街道である。氏家宿から矢板宿、板室宿を経て那須山中の三斗小屋宿、標高1,468mの大峠、松川宿（現下郷町大松川）などを経て会津に至る。しかし、会津西街道が再整備され次第に使われなくなっていった。
自然湖である五十里湖はその後1723年（享保8年）の大雨で決壊、土石流の発生により死者1200人を出し、宇都宮、真岡近辺まで被害が及んだ。

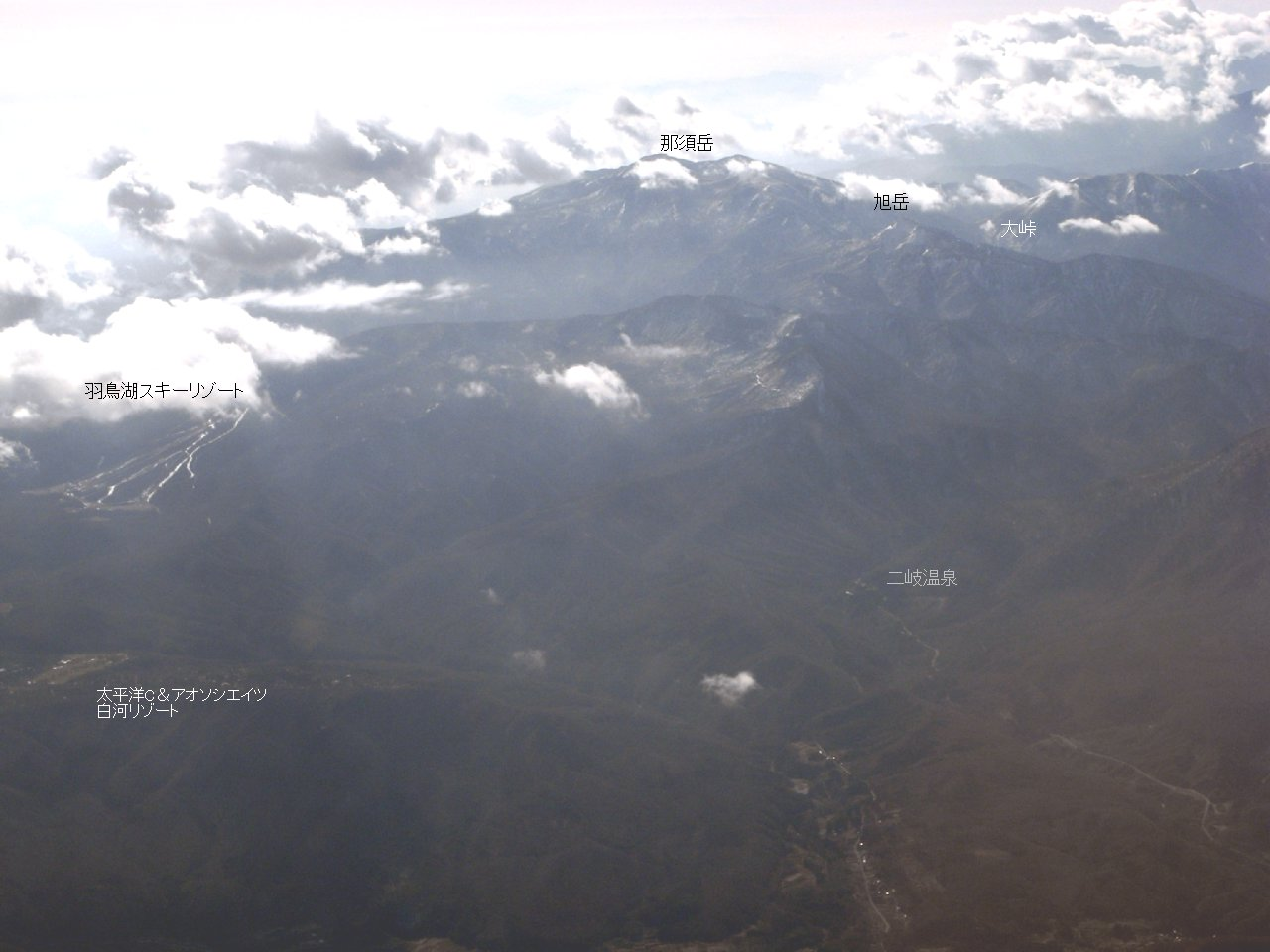
那須岳の右下のV字部分が会津中街道の大峠
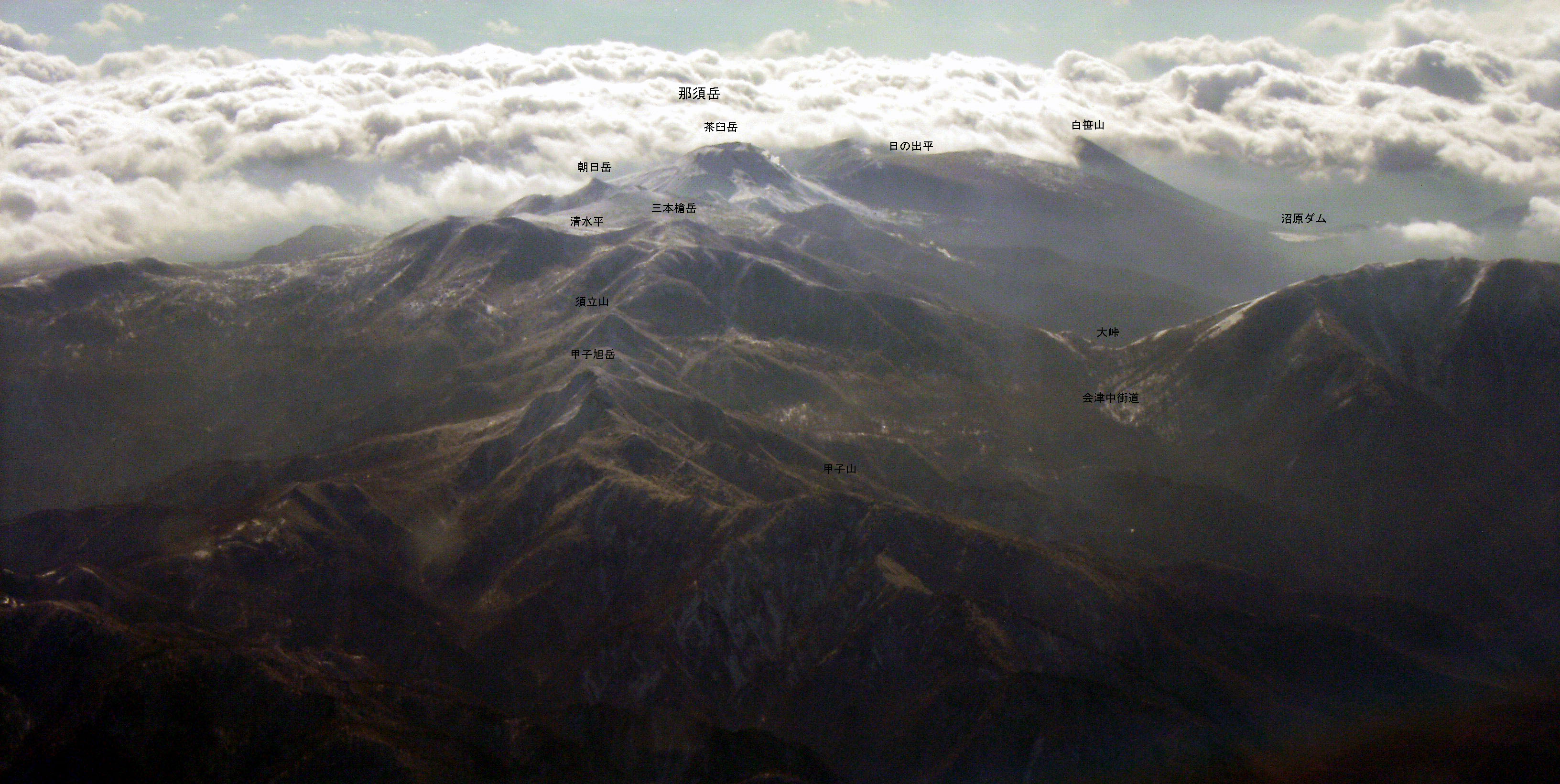
北方上空より大峠とその奥・秘境奥那須エリア

## 歴史
- 1646年（正保3年） - 会津藩により辰街道が整備される。
- 1653年（承応2年） - 会津藩により辰街道の宿駅に附子村を指定される。
- 1667年（寛文7年） - 会津領内の街道に一里塚の整備令が出される。
- 1683年（天和8年） - 9月に発生した日光大地震により会津西街道が交通不能になる。
- 1694年（元禄7年） - 湯宮村又衛門ほか2名により大峠開発請願書が会津藩に提出される。
- 1695年（元禄8年）
  - 3月 - 会津藩による道筋村々の調査が行われる。また、坂巻家より矢板宿問屋開設願いが出される。
  - 7月 - 荒井村名主により「間数相改差し上げ調」が報告される。
  - 8月 - 田嶋にて工事入札行われる。
  - 9月5日 - 工事着工される。
  - 9月28日 - 会津松川宿～下野板室宿で「新道はじめ」廻米2駄
  - 10月9日 - 完工する。
  - 10月15日 - 工事完成が南山代官依田五兵衛により会津藩へ報告される。
  - 10月19日 - 各継立場間の測量が行われる。
- 1696年（元禄9年）
  - 1月 - 下野川崎宿に高札が立つ。
  - 4月 - 会津藩3代藩主・松平正容が参勤交代のため通行する。
  - 5月 - 越後村松藩3代藩主・堀直利が参勤交代のため通行する。
- 1697年（元禄10年）6月 - 会津藩主・松平正容が参勤交代のため通行する。
- 1698年（元禄11年）5月 - 越後村松藩主・堀直利が参勤交代のため通行する。
- 1699年（元禄12年）8月 - 暴風雨により各所に被害が出る。
- 1704年（元禄17年）
  - 6月10日 - 田町問屋の大橘家が日限定書のため評定所へ召し出される。
  - 7月 - 暴風雨により通行困難になり、脇街道に編入される。

## 宿場
1. 若松城下（福島県会津若松市）
2. 面川宿（福島県会津若松市門田町面川）
3. 香塩宿（福島県会津若松市大戸町上三寄香塩）
4. 小塩宿（福島県会津若松市大戸町上小塩）
5. 桑原宿（福島県会津若松市大戸町上小塩）
6. 小出宿
7. 弥五島宿
8. 松川宿
9. 野際宿（福島県南会津郡下郷町野際新田）
10. （大峠:標高1,468m）北緯37度09分10秒 東経139度56分30秒 / 北緯37.152912度 東経139.941766度
11. 三斗小屋宿　（栃木県那須塩原市那須岳国有林）
12. 板室宿（栃木県那須塩原市板室）
13. 百村宿
14. 高林宿
15. 横林宿
16. 石上宿
17. 山田宿
18. 矢板宿（栃木県矢板市）
19. 川崎宿（栃木県矢板市川崎反町）
20. 乙畑宿（栃木県矢板市乙畑）
21. 氏家宿 （栃木県さくら市氏家）
22. （阿久津河岸）